# Rocket Punch
Le Rocket Punch (로켓펀치?) sono un girl group sudcoreano formatosi a Seul nel 2019. Il gruppo, che consiste di sei membri, ha debuttato il 7 agosto 2019 sotto l'etichetta discografica Woollim Entertainment, con l'EP Pink Punch.

## Formazione
- Juri Takahashi (高橋 朱里; 타카하시 쥬리) (2019—2024)
- Kim Yeon-hee (김연희) — Leader
- Kim Su-yun (김수윤)
- Seo Yun-kyoung (서윤경)
- Kim So-hee (김소희)
- Jeong Da-hyun (정다현)
- Sakura miyazaki (宮崎さくら; 미야자키 사쿠라)
- Wang FeiNa (王非娜; 패이나)

## Discografia

### EP
- 2019 – Pink Punch
- 2020 – Red Punch
- 2020 – Blue Punch
- 2021 – Bubble Up!
- 2022 – Yellow Punch

### Singoli
- 2021 – Ring Ring

- 2022 – Fiore
- 2022 – Flash